# Sukarami I
Sukarami I is een bestuurslaag in het regentschap Kaur van de provincie Bengkulu, Indonesië. Sukarami I telt 638 inwoners (volkstelling 2010).